# Christian Tappan
Christian Tappan Sorzano (Ciudad de México, 19 de febrero de 1972) es un actor colombomexicano conocido por su participación en telenovelas mexicanas y colombianas. Empezó su trayectoria en televisión y logró cosechar posteriormente éxito en el cine y en los seriados, obteniendo numerosos premios y honores incluidos los premios India Catalina, y Premios Platino, sumado a varias nominaciones incluyendo la de mejor actor en los International Emmy Awards.

## Biografía
Hijo del director y productor mexicano Alfredo Tappan. Vivió sus primeros cinco años en Ciudad de México donde participó en varios comerciales de televisión. Durante su niñez, sus padres lo introdujeron en el mundo de la publicidad, y a los 6 años al llegar a Colombia hizo parte del elenco de la teleserie Décimo Grado en la década de los 80, perteneció al grupo de teatro infantil Monachos de María Angélica Mallarino y participó de musicales y obras teatrales en su adolescencia. A principios de 1990, Christian formó parte de la serie Padres e hijos (1993-), de la comedia juvenil O todos en la cama (1994) junto a Andrea López, y en telenovelas como La otra raya del tigre (1993) y Copas amargas (1996), entre otras.
Para 1996 se fue a México a complementar sus estudios de actuación en la academia de Televisa (CEA), también ha realizado estudios de Arte Dramática y Diseño y Producción de Televisión en Colombia.
Participó en la telenovela colombiana Vecinos donde interpretó a Poncho apodado Boliqueso por su cabellera rojiza, un personaje que lo ha marcado ante el público tanto así que todavía le gritan en la calle ¡Epa Boliqueso!. Tappan lleva 29 años en la televisión. 
En 2021 participó en la serie de Netflix El robo del siglo, interpretando a Jairo Molina. Por su actuación fue ganador del Premio Platino a "mejor actor" y estuvo nominado en los premios Emmys internacionales. Así mismo figuró como uno de los protagonistas de la serie original de Disney+ Siempre fui yo, interpretando al Faraón, padre de Lupe (Karol Sevilla).
En 2022, el portal Deadline anunció que Tappan acompañaría a Sofía Vergara en Griselda, un seriado sobre la mujer narcotraficante Griselda Blanco producido por Netflix.

## Filmografía

### Televisión
| Año       | Tìtulo                                          | Personaje                            |
| --------- | ----------------------------------------------- | ------------------------------------ |
| 1986-1991 | Décimo Grado                                    |                                      |
| 1990-1991 | El pasado no perdona                            |                                      |
| 1993      | Padres e hijos                                  |                                      |
| 1993      | La otra raya del tigre                          |                                      |
| 1994      | Expedientes                                     |                                      |
| 1996      | O todos en la cama                              | Miguel                               |
| 1996      | Copas amargas                                   |                                      |
| 1997      | El secreto de Alejandra                         | David                                |
| 2000      | Ramona                                          | Colorado                             |
| 2001      | Diseñador ambos sexos                           | Psiquiatra de “Juan Felipe Martínez" |
| 2001      | Amigas y rivales                                | Alejandro Pohlenz                    |
| 2001      | El precio del silencio                          |                                      |
| 2001-2002 | Mujer, casos de la vida real                    | Varios Personajes                    |
| 2002      | No renuncies Salomé                             | Juan Pablo                           |
| 2003      | Amor descarado                                  | Basilío Concha                       |
| 2005      | Decisiones                                      | Josefo                               |
| 2005      | ¡Anita, no te rajes!                            | Padre Francisco                      |
| 2006      | Floricienta                                     | Fernando Klauss                      |
| 2006      | Amores de mercado                               | Gerardo                              |
| 2006      | Criminal                                        | Santibañes                           |
| 2007      | El ventilador                                   | Diego                                |
| 2007      | Sobregiro de amor                               | Horacio Pérez                        |
| 2007      | Zorro: la Espada y a rosa                       | Javier                               |
| 2008      | El cartel                                       | Caremico                             |
| 2008-2009 | Sin senos no hay paraíso                        | Octavio Rangel                       |
| 2008-2009 | Vecinos                                         | Alfonso «Poncho» María Kraus         |
| 2009      | El capo                                         | Claudio                              |
| 2010      | El clon                                         | Raúl Escobar                         |
| 2011      | Las trampas del amor                            | Dr. Montes                           |
| 2011      | La Reina del Sur                                | Anthony Smith / «Williy Rangel»      |
| 2011      | La bruja                                        | Luis Carlos Estrada                  |
| 2012      | La promesa                                      | Roberto Aristizábal                  |
| 2012      | Escobar, el patron del mal                      | Gonzalo Gaviria                      |
| 2014      | La suegra                                       | Bernardo Burgos Maldonado            |
| 2014      | Fugitivos                                       | Steve Huston                         |
| 2015      | La esquina del diablo                           | Ángel Velasco                        |
| 2015      | La tusa                                         |                                      |
| 2015-2016 | El señor de los Cielos                          | Gonzalo Gaviria                      |
| 2015-2016 | Narcos                                          | Kiko Moncada                         |
| 2016      | Cuando vivas conmigo                            | Felicito Yanequé                     |
| 2016-2017 | La hermandad                                    | Gorka Marín                          |
| 2017      | La fiscal de hierro                             | Francisco Miranda                    |
| 2018      | Paraíso Travel                                  | Gonzalo Acuña                        |
| 2018-2019 | Distrito salvaje                                | Alias "Apache"                       |
| 2018-2019 | Maria Magdalena                                 | Juan «El Bautista»                   |
| 2019      | La Reina del Sur 2                              | Willy Rangel                         |
| 2019      | Snowfall                                        | Rigo Vasco                           |
| 2019      | Decisiones: Unos ganan, otros pierden           | Profesor Miguel Sandi                |
| 2020      | Operación Pacífico                              | Mayor Ernesto Vargas                 |
| 2020      | El robo del siglo                               | Jairo Molina Valencia 'El Abogado'   |
| 2020      | De brutas, nada                                 | Sr. Pacheco                          |
| 2021      | La negociadora                                  | Cicerón                              |
| 2021      | La venganza de las Juanas                       | Procurador Sánchez                   |
| 2022-2024 | Primate                                         | William Díaz / William Days          |
| 2022-2024 | Siempre fui yo                                  | Silvestre "El Faraón" Díaz           |
| 2023      | 1994, el primer año del resto de nuestras vidas | El mismo                             |
| 2024      | Griselda                                        | Arturo Mesa                          |
| 2024      | Secuestro del vuelo 601                         | Capitán Richard Wilches              |
| 2024      | Las azules                                      | Escobedo                             |
| 2024      | El colombiano de Keko                           | Procurador Vladimir Fernandez        |
| 2024      | Las hermanas Guerra                             | Bernardo Zenteno                     |

### Cine
| Año  | Tìtulo                                  | Personaje            |
| ---- | --------------------------------------- | -------------------- |
| 2000 | La ley del gris                         |                      |
| 2013 | El control                              | Fernando José Castro |
| 2015 | La semilla del silencio                 | Fabrizio Mendez      |
| 2015 | Que viva la mùsica                      | Don Rufian           |
| 2018 | La boda de Valentina                    | Demetrio             |
| 2019 | Los días de la ballena                  | Julìan               |
| 2019 | En la ruta del narco                    | Miembro del cartel   |
| 2020 | Lavaperros                              | Don Oscar            |
| 2024 | Los iniciados: El diario de las sombras | Isaac                |
| 2024 | Del otro lado del jardìn                | Ebel                 |

## Premios y nominaciones

### Premios India Catalina
| Año  | Categoría                                                | Telenovela o Serie         | Resultado |
| ---- | -------------------------------------------------------- | -------------------------- | --------- |
| 2023 | Mejor actor protagónico de telenovela o serie            | Primate                    | Nominado  |
| 2021 | Mejor Actor Protagónico de Telenovela, Serie o Miniserie | El robo del siglo          | Nominado  |
| 2020 | Mejor actor antagónico de telenovela o serie             | Distrito salvaje 2         | Nominado  |
| 2017 | Mejor actor protagónico de telenovela o serie            | Cuando vivas conmigo       | Nominado  |
| 2014 | Mejor actor de reparto de telenovela o serie             | La promesa                 | Ganador   |
| 2013 | Mejor actor de reparto de serie                          | Escobar, el patrón del mal | Ganador   |

### Premios TVyNovelas
| Año  | Categoría                             | Telenovela o Serie | Resultado |
| ---- | ------------------------------------- | ------------------ | --------- |
| 2015 | Mejor actor protagónico de telenovela | La suegra          | Nominado  |
| 2015 | Mejor actor antagónico de serie       | Fugitivos          | Nominado  |
| 2014 | Mejor Actor Reparto de Serie          | La promesa         | Nominado  |

### Premios Talento Caracol
| Año  | Categoría     | Telenovela o Serie | Resultado |
| ---- | ------------- | ------------------ | --------- |
| 2015 | Mejor Villano | Fugitivos          | Nominado  |
| 2012 | Mejor Actor   | La Reina del Sur   | Nominado  |

### Premios Platino
| Año  | Categoría                                                          | Serie              | Resultado |
| ---- | ------------------------------------------------------------------ | ------------------ | --------- |
| 2021 | Mejor Interpretación Masculina de reparto en Miniserie o Teleserie | El Robo del Siglo  | Ganador   |
| 2020 | Mejor Interpretación Masculina de reparto en Miniserie o Teleserie | Distrito salvaje 2 | Nominado  |

### Produ Awards
| Año  | Categoría                                          | Programa | Resultado |
| ---- | -------------------------------------------------- | -------- | --------- |
| 2022 | Mejor Actor Principal - Serie de Comedia dramática | Primate  | Ganador   |

### Premios Macondo
| Año  | Categoría             | Película   | Resultado |
| ---- | --------------------- | ---------- | --------- |
| 2021 | Mejor actor principal | Lavaperros | Ganador   |

### International Emmy Awards
| Año  | Categoría                        | Telenovela o Serie | Resultado |
| ---- | -------------------------------- | ------------------ | --------- |
| 2021 | Mejor Interpretación de un actor | El Robo del Siglo  | Nominado  |